# Kachib
Kachib (ros. Кахиб) – wieś w Rosji, w Dagestanie, w rejonie szamilskim. W 2021 liczyła 1733 mieszkańców, głównie Awarów.